# Heavy Tank М6
T1, M6 — важкий танк США періоду Другої світової війни. Розроблявся з вересня 1939 по грудень 1944 року, коли танк був оголошений застарілим і всі подальші роботи по ньому були припинені. Всього було вироблено лише 40 танків T1/M6 різних модифікацій, які ніколи не брали участь у боях.

## Історія створення і виробництва

### Передісторія
На початок Другої світової війни сучасні важкі танки на озброєнні Сполучені Штати Америки були відсутні — весь парк машин цього класу був представлений кількома десятками танків Mk.VIII випуску ще 1919 — 1920 років. Ці малорухомі і захищені лише від легкої стрілецької зброї машини, які стали фіналом розвитку серії британських «танків-ромбів» періоду Першої світової війни, безнадійно застаріли вже до 1930-х років і представляли цінність хіба що в ролі навчальних. Ніяких робіт зі створення заміни для них у міжвоєнний період не велося через мізерне фінансування збройних сил США в ті роки. З 7 травня 1936 року важкі танки були зовсім виключені з програми розвитку армії.

### T1
З початком Другої світової війни інтерес військового відомства США до танків значно зріс. Вже у вересні 1939 року була відроджена програма створення важкого танка. Наказом від 22 травня 1940 року була сформульована первісна концепція для нового важкого танка, що лежала в типовому для 1930-х років руслі розвитку цього класу бойових машин — багатобаштовий танк з порівняно скромним бронюванням. Новий танк повинен був важити близько 50 тонн і бути озброєний двома короткоствольними 75-мм гарматами T6, розміщеними в спарених з 7,62-мм кулеметами установках у двох баштах з сумарним кутом обстрілу в 250 градусів, однією 37-мм та однією 20-мм гарматами, також розміщеними в спарених з кулеметами установках у двох малих баштах, сумарно мали кругової обстріл, а крім того, встановленими в корпусі танка чотирма 7,62-мм кулеметами.